# Marianska förföljelsen

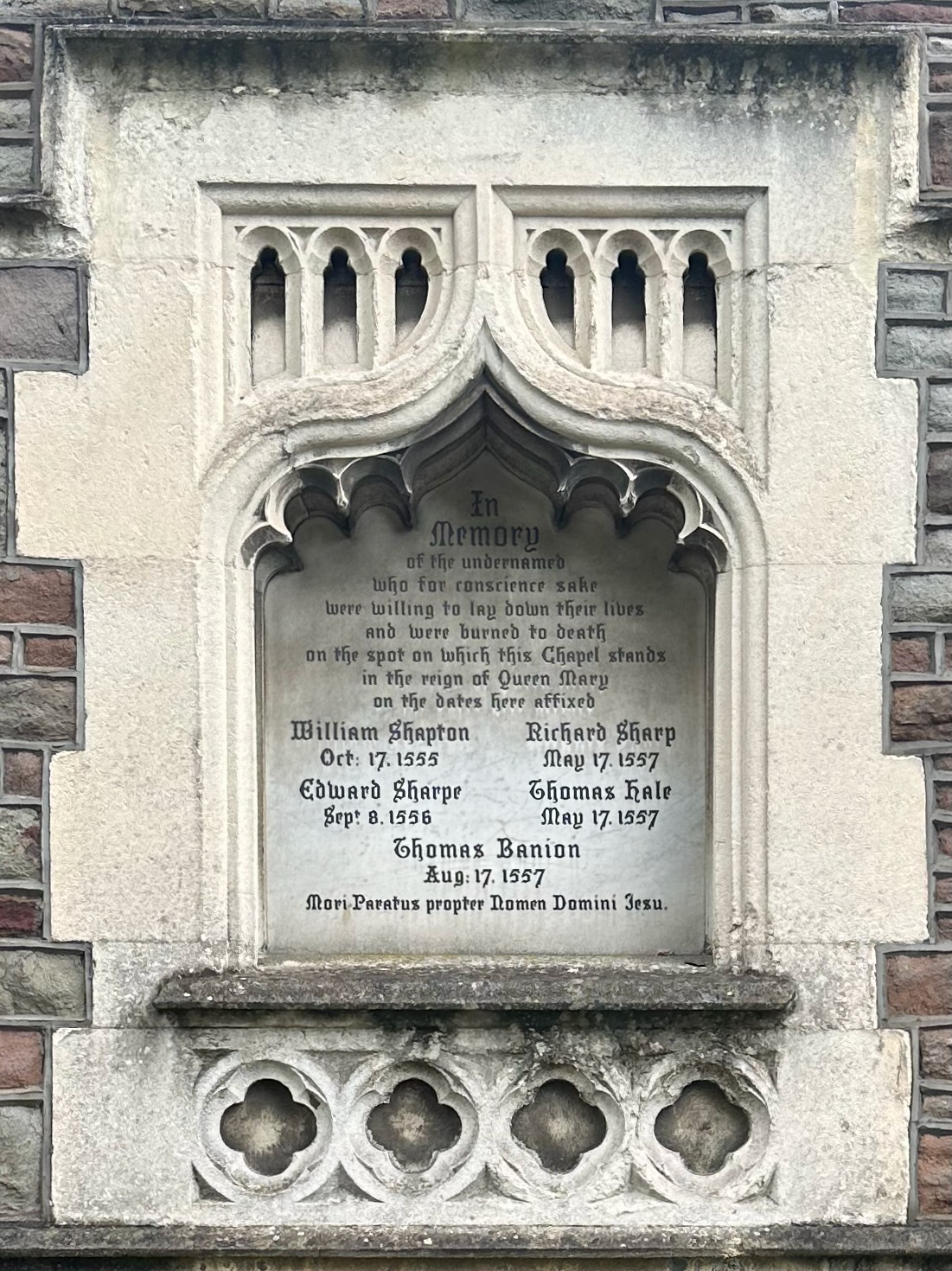
Minnestavla över avrättade under den marianska förföljelsen, uppsatt på ytterväggen till Cotham Church.

De Marianska förföljelserna var förföljelsen av oliktänkande, främst protestanter och andra dissidenter under drottning Maria I av England, som introducerade dem i syfte att införa en motreformation och återkalla reformationen i England. 

## Bakgrund
Under Henrik VIII på börjades reformationen i England. Den ändrade religiös policy vid flera tillfällen, vilket gjorde att olika personer vid olika tillfällen var föremål för förföljelser. Reformationen var fortfarande oavslutad vid hans död 1547. Den protestantiska reformationen fullföljdes under Edvard VI:s förmyndarregering 1547-1553. 
Att avrätta personer för kätteri var inget nytt fenomen i vare sig England eller utomlands. Under Henrik VIII:s regeringstid avrättades 63 personer under de sexton åren mellan 1530 och 1546, sextio män och tre kvinnor; och under Edvard VI:s sexåriga regeringstid avrättades två personer, en man och en kvinna, Joan Bocher och	George van Parris. Den Marianska förföljelsen har dock blivit särskilt uppmärksammad för den intensitet och den korta tid, tre år, som detta försiggick under Maria I:s tid.

## Förföljelserna
Efter Marias trontillträde 1553 återkallades samtliga religiösa lagar som hade införts under Edvard IV:s regeringstid. Det innebar i praktiken att hela reformationen upphävdes i England, och att landet återinfördes under katolska kyrkan och påvens domvärjo. 
20 januari 1555 trädde de gamla lagarna om kätteri åter i kraft. Det innebar i ett slag att alla icke-katoliker ställdes inför tre val: att genast återvända eller konvertera till katolicismen; att lämna landet; eller att gripas och ställas inför rätta för kätteri. 
Den som åtalades för kätteri ställdes inför rätta enligt en procedur som hade godkänts av Marias parlament. Rättegången sköttes av kyrkan, och de åtalade förhördes av biskopen i sitt distrikt (i fallet London var det till exempel biskop Edmund Bonner). En person som dömts som skyldig överlämnades sedan av kyrkan till världslig domstol, som enligt lagen tvingades verkställa dödsdomen, som för detta brott var bränning på bål. 
Mellan februari 1555 och november 1558 avrättades åtminstone 287 personer genom att brännas på bål, 231 män och 56 kvinnor. Ytterligare personer avled i fängelset, vilket sammanlagt uppgår till 312 personer. Det finns också personer vars slut är odokumenterade.  

## Eftermäle
De excesser som begicks under denna tid skadade Marias popularitet och rykte både i England och utomlands och utnyttjades inom protestantisk propaganda, bland annat genom traktaten Book of Martyrs av John Foxe, och gav drottningen öknamnet Bloody Mary.